# Les Voix du tocsin
Les Voix du tocsin est un tableau du peintre Albert Maignan réalisé en 1888 et conservé au Musée de Picardie à Amiens.

## Histoire
Lors d’une visite du clocher de l’église de Saint-Prix, village près de Paris où il résidait, Albert Maignan conçu le projet de réaliser un tableau de grand format représentant une cloche battant à la volée. Cette œuvre fut longuement mûrie, modifiée à plusieurs reprises est enfin terminée en 1888. Exposée au Salon des artistes français de 1888, puis à l’Exposition universelle de 1889, elle fut présentée à l’Exposition française à Moscou en 1891 et en 1892, puis exposée au Musée de Picardie à Amiens. L'accueil chaleureux du public amiénois, incita, par la suite, Albert Maignan à léguer son fonds d’atelier et sa collection d’objets d’art antiques et médiévaux au musée. Propriété de l'État, Les Voix du tocsin fut mis en dépôt au musée de Picardie dès 1892.
En 1918, le tableau fut roulé puis évacué à la suite de la destruction partielle du musée de Picardie, lors de la dernière offensive allemande au cours de la Grande Guerre. Invisible depuis cette date, le tableau fut restauré de 2016 à 2019 à la Fondation Taylor.

## Caractéristiques
Il fallut six années d'effort à Albert Maignan pour réaliser ce qu'il considérait comme son « œuvre capitale ». Inspirée par les œuvres de Raphaël et de Michel-Ange, cette œuvre monumentale illustre sous une forme allégorique, un moment d'histoire : une  cloche sonnant à la volée, actionnée par des génies tirant les cordes donne l'alerte. Les corps dénudés et enchevêtrés des génies barrent la composition. Dans le coin inférieur gauche, des flammes s'échappent d'un toit d'église qu'on peut identifier à la cathédrale de Strasbourg. Au premier plan, gît un drapeau tricolore en lambeaux. 
Le tableau illustre la fureur et le bruit d’une nuit de combats de septembre 1870 lors de la guerre franco-prussienne. Albert Maignan renouait ainsi avec les tableaux d’histoire qui l'avait fait connaîtra au début de sa carrière.